# Leichtathletik-Weltmeisterschaften 2013/Teilnehmer (Norwegen)
| Gelbes Symbol für Goldmedaillen mit stilisierten Olympischen Ringen | Graues Symbol für Silbermedaillen mit stilisierten Olympischen Ringen | Braundes Symbol für Bronzemedaillen mit stilisierten Olympischen Ringen |
| ------------------------------------------------------------------- | --------------------------------------------------------------------- | ----------------------------------------------------------------------- |
| —                                                                   | —                                                                     | —                                                                       |

Der Leichtathletik-Verband Norwegens stellte je fünf Teilnehmerinnen und Teilnehmer bei den Leichtathletik-Weltmeisterschaften 2013 in der russischen Hauptstadt Moskau.

## Ergebnisse

### Männer

#### Laufdisziplinen
| Jaysuma Saidy Ndure | 100 m       | DNS         | DNS | –––            | ––– | –––         | ––– |     |     |
| Jaysuma Saidy Ndure | 200 m       | 20,44 s     | 6   | 20,33 s SB     | 8   | 20,37 s     | 8   |     |     |
| Henrik Ingebrigtsen | 1500 m      | 3:38,78 min | 12  | 3:36,33 min SB | 5   | 3:37,52 min | 8   |     |     |
| Erik Tysse          | 20 km Gehen |             |     |                |     | DNS         | DNS | DNS | DNS |
| Håvard Haukenes     | 50 km Gehen |             |     |                |     | DSQ         | DSQ | DSQ | DSQ |
| Erik Tysse          | 50 km Gehen |             |     |                |     | DNF         | DNF | DNF | DNF |

#### Sprung/Wurf
| Athlet              | Disziplin | Qualifikation | Qualifikation | Finale  | Finale |
| Athlet              | Disziplin | Weite         | Platz         | Weite   | Platz  |
| ------------------- | --------- | ------------- | ------------- | ------- | ------ |
| Andreas Thorkildsen | Speerwurf | 83,05 m       | 3             | 81,06 m | 7      |

### Frauen

#### Laufdisziplinen
| Athletin                  | Disziplin    | Vorlauf      | Vorlauf | Halbfinale         | Halbfinale         | Finale             | Finale             |
| Athletin                  | Disziplin    | Zeit         | Platz   | Zeit               | Platz              | Zeit               | Platz              |
| ------------------------- | ------------ | ------------ | ------- | ------------------ | ------------------ | ------------------ | ------------------ |
| Ezinne Okparaebo          | 100 m        | 11,23 s SB   | 13      | 11,41 s            | 20                 | nicht qualifiziert | nicht qualifiziert |
| Karoline Bjerkeli Grøvdal | 5000 m       | 15:29,41 min | 6       |                    |                    | 15:48,87 min       | 13                 |
| Isabelle Pedersen         | 100 m Hürden | 13,43 s      | 30      | nicht qualifiziert | nicht qualifiziert | nicht qualifiziert | nicht qualifiziert |

#### Sprung/Wurf
| Athletin       | Disziplin  | Qualifikation | Qualifikation | Finale | Finale |
| Athletin       | Disziplin  | Höhe          | Platz         | Höhe   | Platz  |
| -------------- | ---------- | ------------- | ------------- | ------ | ------ |
| Tonje Angelsen | Hochsprung | DNS           | DNS           | –––    | –––    |

#### Siebenkampf
| Athletin      | Disziplin | 100 m Hürden | Hochsprung | Kugelstoßen | 200 m   | Weitsprung | Speerwurf | 800 m       | Punkte | Platz |
| ------------- | --------- | ------------ | ---------- | ----------- | ------- | ---------- | --------- | ----------- | ------ | ----- |
| Ida Marcussen | Ergebnis  | 14,27 s      | 1,71 m     | 12,31 m     | 25,59 s | 6,08 m     | 49,26 m   | 2:10,83 min | 5996   | 18    |
| Ida Marcussen | Punkte    | 941          | 867        | 682         | 833     | 874        | 846       | 953         | 5996   | 18    |